# Cena in casa del fariseo
La Cena in casa del fariseo è un dipinto a olio su tela del Romanino, databile al 1545 circa e conservato nella chiesa di San Giovanni Evangelista di Brescia.

## Storia
La tela fa parte della decorazione della Cappella del Santissimo Sacramento, costruita nel 1509. Essa rimase per lo più priva di decorazioni per circa un decennio, finché la Confraternita del Santissimo Sacramento, il 21 marzo 1521, chiamò i due importanti autori Romanino e il Moretto per realizzare un ciclo pittorico di grande valore. Il "duello" artistico durò fino alla metà del secolo e il risultato fu la rappresentazione dell'interno senso dell'arte bresciana del periodo.

## Descrizione e stile
Su uno sfondo scuro, in cui si intravede una mensola con alcuni oggetti appoggiati sopra, accesi di bagliori, va in scena la cena in casa del fariseo, in cui Gesù riceve l'omaggio della Maddalena che gli profuma i piedi e li asciuga con i suoi capelli.
Il tavolo con la tovaglia bianca segna infatti una demarcazione orizzontale più o meno a metà della tela, con la figura della Maddalena reclinata in quella inferiore, Gesù di profilo a destra, tre commensali che parlottano tra di loro e un servo in piedi che accorre con una vivanda in un vassoio coperto.
Il pittore si dedicò a esplorare la realtà con un attento occhio indagatore, che anticipa Caravaggio: grande cura è riposta nella descrizione degli oggetti e delle vivande sulla tavola, così come negli abiti dei personaggi e nelle loro fisionomie, tratte dalla realtà quotidiana. Tutto è intonato a un'epica antiaulica, fatta di personaggi umili e dal sapore schiettamente popolare, con un uso del colore il cui emergono i gialli e i rossi dall'ombra, soprattutto nelle vesti di Maria Maddalena e di Gesù che si accendono di bagliori imitanti la seta, una specialità della scuola bresciana.